# Presidenti della Giunta della Galizia
Il Presidente della Giunta della Galizia (in galiziano Presidente da Xunta de Galicia), è il capo del governo della comunità autonoma spagnola della Galizia. L'organo è stato istituito dopo l'approvazione dello statuto di autonomia del 1981, il 22 gennaio 1982.
Il presidente guida la Giunta, il ramo esecutivo del governo regionale. 
L'attuale ufficio è istituito secondo lo Statuto di Autonomia della Galizia del 1981. Il presidente della Giunta tiene la rappresentanza della comunità autonoma e l'ordinario della Spagna in Galizia. È membro del Parlamento regionale e viene eletto dai deputati e nominato dal Re di Spagna.
Dal maggio 2022 è occupato da Alfonso Rueda (PP).

## Elenco
| Immagine  | Presidente (Nascita–Morte)          | Partito | Partito    | Mandato                             |
| --------- | ----------------------------------- | ------- | ---------- | ----------------------------------- |
|           | Antonio Rosón (1911–1986)           |         | UCD        | 13 luglio 1977 – 9 giugno 1979      |
|           | José Quiroga Suárez (1920–2006)     |         | UCD        | 9 giugno 1979 – 22 gennaio 1982     |
| Fernández | Gerardo Fernández Albor (1917–2018) |         | AP         | 22 gennaio 1982 – 26 settembre 1987 |
|           | Fernando González Laxe (1952)       |         | PSdeG-PSOE | 26 settembre 1987 – 5 febbraio 1990 |
| Fraga     | Manuel Fraga Iribarne (1922–2012)   |         | PP         | 5 febbraio 1990 – 2 agosto 2005     |
| Touriño   | Emilio Pérez Touriño (1948)         |         | PSdeG-PSOE | 2 agosto 2005 – 18 aprile 2009      |
| Núñez     | Alberto Núñez Feijóo (1961)         |         | PP         | 18 aprile 2009 – 14 maggio 2022     |
| Rueda     | Alfonso Rueda Valenzuela (1968)     |         | PP         | 14 maggio 2022 – in carica          |